# درباني
الدّربانيّ أو السُّنَّمة (بالإنجليزية: Zebu)‏  ويعرف أحيانا باسم الماشية الهندية أو الماشية المحدبة، هو نوع (أو نوع فرعي) من الماشية المستأنسة التي يعود أصلها إلى شبه القارة الهندية. تتميز ماشية الزيبو بحدبة دهنية على أكتافها، ولغد كبير، وأحيانًا تدلي الأذنين. وهي تتكيف بشكل جيد مع درجات الحرارة المرتفعة، وتتم تربيتها في جميع أنحاء البلدان الاستوائية، سواء الزيبو نقي السلالة أو الهجين مع ماشية التوراين، وهو النوع الرئيسي الآخر من المواشية المحلية. يتم استخدام الزيبو لجر الأحمال والركوب، وهي تنتج الحليب واللحم بالإضافة إلى المنتجات الثانوية مثل الجلود والروث للوقود والسماد. يتم الاحتفاظ بأنواع صغيرة من الزيبو كحيوانات مرافقة. في عام 1999، نجح باحثون في جامعة تكساس إيه اند إم في استنساخ الزيبو.

## التصنيف والاسم
كان الاسم العلمي لماشية زيبو في الأصل هو Bos indicus، لكنها الآن تصنف فرعيا ضمن الأنواع Bos taurus باسم Bos taurus indicus، إلى جانب ماشية التوراين (Bos taurus taurus) والسلف المنقرض لكليهما، الأرخص (Bos taurus primigenius). تنحدر ماشية التوراين («الأوروبية») من الأرخص الأوراسية، بينما ينحدر الزيبو من الأرخص الهندي. قد تكون "Zebu" إما فردية أو جماعية، لكن "zebus" الاسم الإسباني، cebu أو cebú، موجود أيضًا في بعض الأعمال الإنجليزية.

## الأصل

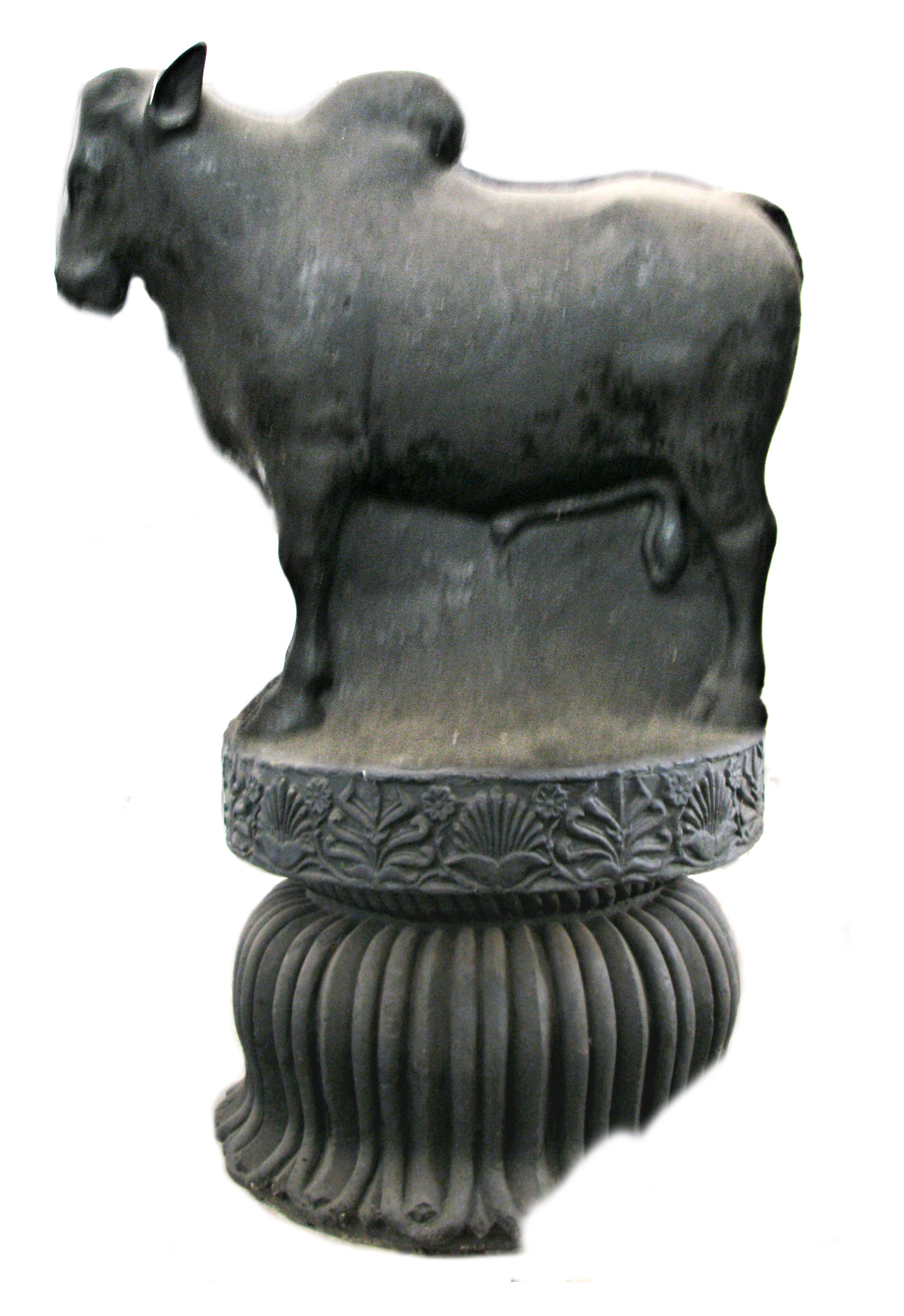
تصوير قديم لزيبو، في رامبورا على أحد تيجان أعمدة أشوكا، القرن الثالث قبل الميلاد

يعتقد أن ماشية زيبو مستأنسة من الأرخص الهندي، وتعتبر في بعض الأحيان سلالة فرعية من البقر الرحل، B. p. namadicus. اختفت أبقار الأرخص البرية الآسيوية خلال فترة حضارة وادي السند من نطاق تواجدها في حوض نهر السند وأجزاء أخرى من شبه القارة الهندية، ربما بسبب تزاوجها مع ماسية الزيبو المحلية وفقدان مواطنها البرية.
تشير الأدلة الأثرية بما في ذلك الصور على الفخار والصخور إلى أن هذه الأنواع كانت موجودة في مصر حوالي عام 2000 قبل الميلاد ويعتقد أنها كانت مستوردة من الشرق الأدنى أو الجنوب. يُعتقد أن البقر الهندي ظهر أول مرة في أفريقيا جنوب الصحراء بين عامي 700 و 1500 وأدخل إلى القرن الإفريقي حوالي عام 1000.

## السلالات والهجائن

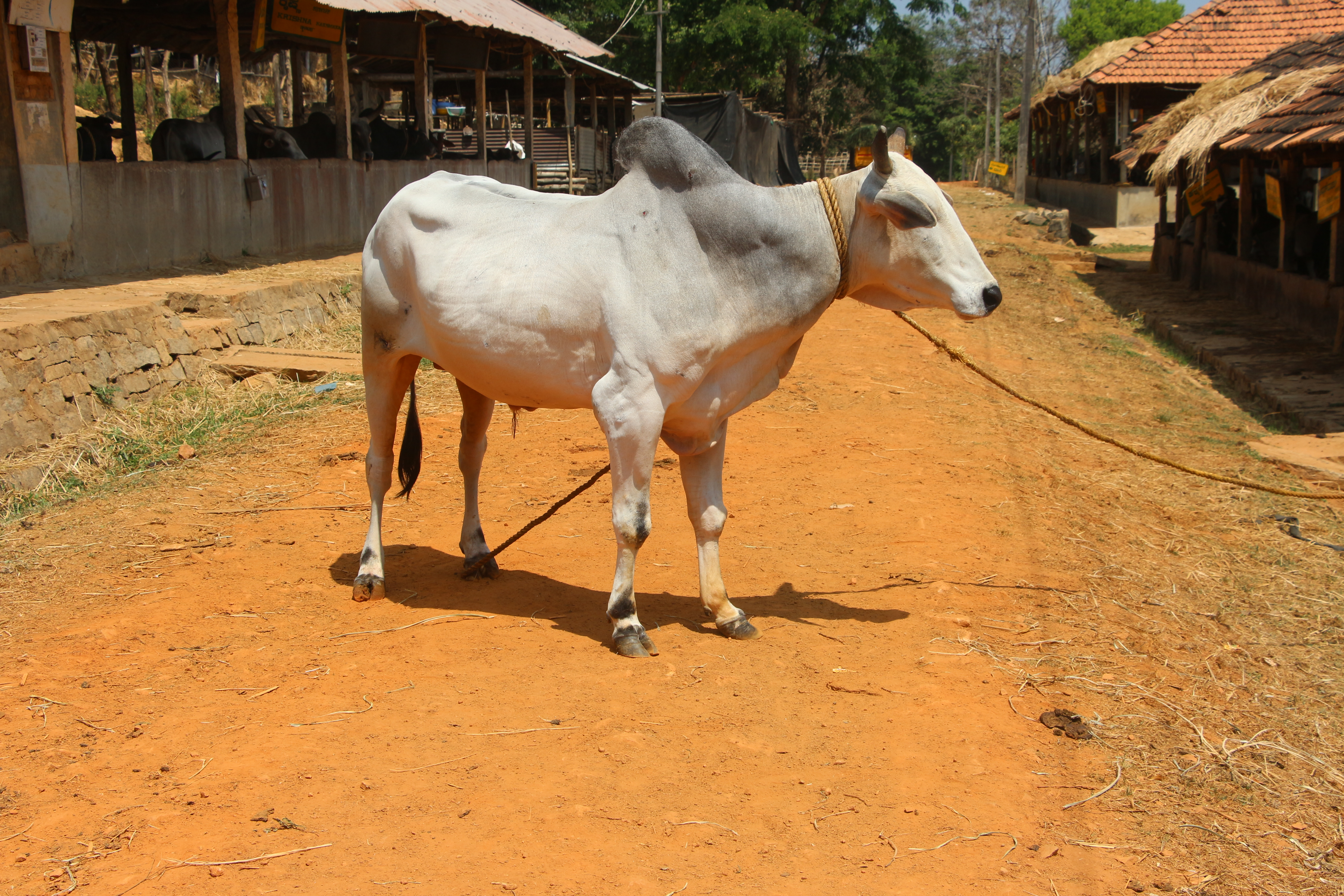
فصيلة هاريانا من ماشية زيبو في شمال الهند

هناك حوالي 75 سلالة معروفة الزيبو مقسمة بالتساوي بين السلالات الأفريقية والهندية. وتشمل سلالات الزيبو الرئيسية في العالم، جِير، كانكريج وجوزارات، الهندو برازيلي، براهمان، نيلوري، أونغول، ساهيوال، السندي الأحمر، بوتانا وكينانا، بوران، باجارا، ثارباركار، كانغايام، الجنوبي الأصفر، كيداه كيلانتان.
نشأت سلالة سانغا الأفريقية من تهجين الزيبو مع الماشية الأفريقية الأصلية عديمة الحدبة؛ وهي تشمل أبقار الأفريقي والفولاني الأحمر وأنكولي واتوسي والعديد من السلالات الأخرى من أفريقيا الوسطى والجنوبية. يمكن تمييز ماشية سانغا عن الزيبو الأصيل بحدبتها الأصغر.
تم استيراد زيبو إلى أفريقيا على مدى مئات السنين، وتزاوجت مع ماشية التوراين هناك. وجد التحليل الوراثي للماشية الأفريقية تركيزا أعلى لجينات الزيبو على الساحل الشرقي لأفريقيا، مع وجود مواشي نقية على وجه الخصوص في جزيرة مدغشقر، ما يعني ضمنا أن الماشية انتقلت عن طريق السفن أو أنها وصلت شرق أفريقيا عبر الطريق الساحلي (باكستان وإيران والساحل جزيرة العربية الجنوبي) في زمن مبكر وعبرت إلى مدغشقر. ساهمت مقاومتها الجزئية لطاعون البقر إلى زيادة أعدادها في أفريقيا.
تتحمل ماشية زيبو درجات الحرارة الشديدة،  واستوردت إلى البرازيل في أوائل القرن العشرين وتزاوجت مع ماشية شاروليز، وهي سلالة توراين أوروبية. سميت السلالة الناتجة عنها كانتشيم.
الهانوو هي سلالة زيبو تقليدية في كوريا.

## الخصائص

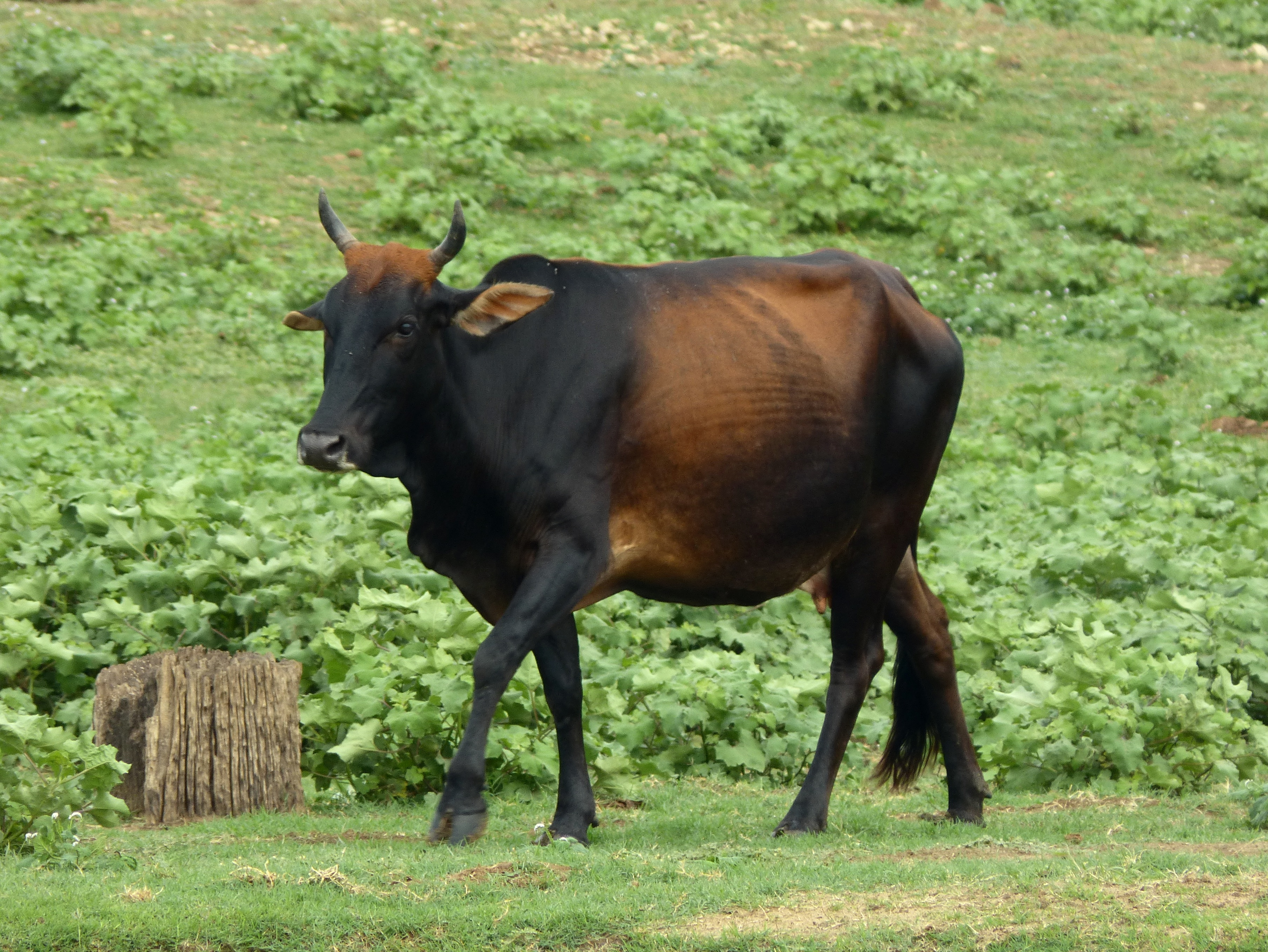
أنثى ماشية الزيبو في حديقة أوداوالاوي الوطنية، سريلانكا.

ماشية زيبو لديها حدبة على الكتفين، ولغد كبير، وآذان متدلية. وهي تتكيف مع البيئة القاسية للمناطق المدارية. وهي تقاوم الأمراض وتتحمل الحرارة الشديدة والشمس والرطوبة.

## التناسل
تنضج زيبو وتصل إلى سن التزاوج بعد حوالي 44 شهرا في المعدل. ويستند هذا على تطور أجسامها لتتحمل إجهاد الحمل والرضاعة. قد يزيد التكاثر المبكر من الضغط على الجسم وبالتالي يقصر العمر الافتراضي. مدة الحمل في المتوسط هي 285 يوما، ولكنها تختلف باختلاف عمر الأم وتغذيتها. قد يؤثر جنس العجل أيضا على وقت الحمل، حيث أن فترة حمل العجول الذكور أقصر من الإناث. كما يؤثر الموقع والسلالة ووزن الجسم والموسم على الصحة العامة للحيوان ويمكن أن يؤثر ذلك أيضًا على فترة الحمل.

## الاستخدامات

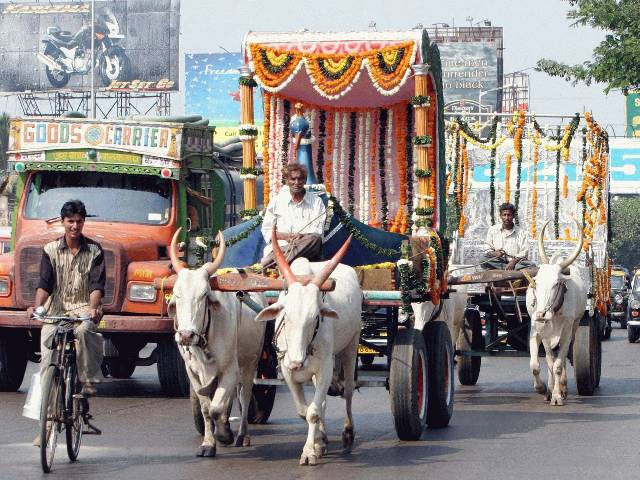
زيبو يجر عربة في مومباي

يستخدم الزيبو للجر والركوب والحليب، وكذلك المنتجات الثانوية مثل الجلود وروث الوقود والسماد، وتستخدم العظام لمقابض السكاكين وما شابه ذلك. قد يتم الاحتفاظ بأبقار الزيبو الصغيرة كحيوانات أليفة.
عادة ما يكون إنتاج البقر الهندي من الحليب منخفضا. فهي لا تنتج الحليب حتى نضجها في وقت لاحق من حياتها ولا تنتج الكثير، ما يكفي فقط لعجولها. عندما يتم تنسيلها مع ماشية توراين، فإن الإنتاج يزداد بشكل عام.
أظهر التحليل الوراثي أن جين αS1 قد نشأ على الأرجح من البقر الهندي.